# Basisulcata lepida
Basisulcata lepida is een slakkensoort uit de familie van de Architectonicidae. De wetenschappelijke naam van de soort is voor het eerst geldig gepubliceerd in 1942 door Bayer.